# Tomáš Petříček (Politiker)

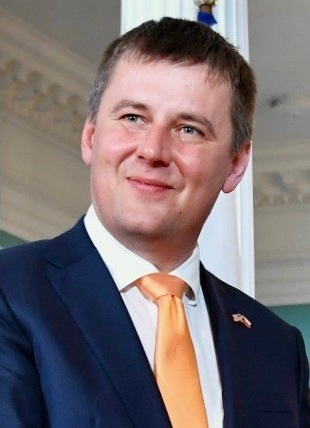
Tomáš Petříček (2019)

Tomáš Petříček (* 27. September 1981 in Rokycany) ist ein tschechischer Politiker. Von Oktober 2018 bis April 2021 war er Außenminister der Tschechischen Republik.

## Leben
Petříček studierte an der sozialwissenschaftlichen Fakultät der Karls-Universität in Prag mit Auslandsaufenthalten an der Université libre de Bruxelles und der Universität Warwick und promovierte im Jahr 2014 im Fach Internationale Beziehungen.
Petříček ist seit 2005 Mitglied der sozialdemokratischen ČSSD. Von 2007 bis 2009 war er Assistent des Europaabgeordneten Libor Rouček. 2010 bis 2013 arbeitete er in der Prager Stadtverwaltung im Bereich der Europapolitik. 2014 wurde er Assistent des Europaabgeordneten Miroslav Poche, 2017 Stellvertreter von Sozialministerin Michaela Marksová.
Da Präsident Miloš Zeman die Ernennung des von der ČSSD vorgeschlagenen Poche als Außenminister der Regierung Andrej Babiš II ablehnte, übernahm ČSSD-Vorsitzender Jan Hamáček kommissarisch das Amt. Petříček wurde Hamáčeks Stellvertreter und am 16. Oktober 2018 als neuer Außenminister vereidigt. Petříček war ein Befürworter der Mitgliedschaft Tschechiens in der Europäischen Union und der NATO und kündigte an, sich für eine aktive Rolle des Landes in diesen Institutionen einzusetzen.